# Удмурти
Удмуртите (самоназвание: удмурт, на руски: вотяки (старо), на марийски: одо марий, на татарски: арлар, на чувашки: арсем) са народ, който живее в руската република Удмуртия и съседните ѝ области. Обособяват се като народ през 12 - 13 век. Говорят на удмуртски език, от групата на угро-финските езици.
Запазили са голяма част от традиционните си вярвания, макар че част от тях са покръстени.

## Произход на наименованието
Названието удмурт се състои според единодушното мнение на много учени и съгласно разбирането на носителите на удмуртския език от две съставни части: уд + мурт. Етимологията на втората съставка е свързана с удм. мурт, коми морт „човек, чужденец“, и други сродни лексеми в съседните фински езици, които произлизат от индоиран. *mṛta- (сравни авест. marta „човек, смъртен“, перс. mard „човек“). По въпроса за първата съставка има предложени няколко хипотези:
- свързва се с названието на реки Уд, Уда (притоци на Ангара), Уда (влива се в Охотско море),
- свързва се с названието на тунгусо-манджурски народности: удэге (самоназвание на малоброен сибирски народ), удынкан (название на нанайски род) [2]
- свързва се с названието на река Вятка, оттук *ват-мурт „човек от басейна на река Вятка“ > уд-мурт[3]
- от иранско словосъчетание *anta-marta „пограничен жител“, заето в староудм. *odo-mort[4] (сравни названието украинец)

## Празници и обичаи
Празничният календар на удмуртите е построен върху Юлианския календар на Руската православна църква. Народните празници са:
- Толсур – зимно слънцестоене (вожодыр), когато се провеждат сватби.
- Гырыны потон или акашка – Великден, начало на земеделския сезон.
- Гербер – Петровден.
- Выль ӝук – приготвяне на каша и хляб от новата реколта.
- Сӥзьыл юон – край на жътвата.
- Выль шуд, сӥль сиӗн – начало на клане на добитъка.
- Покров (народни обряди, свързани с празника Покров Богородичен)

Празнуват се също така топенето на леда по реките (йёкелян) и топенето на снега (гуждор шыд).

## Езически вярвания
Митологията на удмуртите е близка до митологията на други угро-фински народи. Характеризира се с дуалистическа космогония и тройно деление на света. В света според удмуртите съществуват две начала: добро и зло, три сфери — горна, средна, долна, откъдето са и тримата главни богове: Инмар, бог на горния свят (в митовете на удмуртите ръководи сътворението на Земята), Керемет или Шайтан (име, възприето под влияние на исляма), творец на злото, и Килдисин/Кылчин (Кылдысин), бог на земеделието и урожая (реколтата, добива).
Освен богове се почитат и много духове. Духовете на долния свят се наричат мурты, пери, кузё, кутӥси (выкидыши). Вумурт е воден дух, вукузё – господар на водите, гидмурт – дух на обора, нюлэсмурт – дух на гората, тӧлпери – дух на вятъра, тэлькузё – господар на гората, ягпери – дух на бора и други. Почита се и свещената гора Луд, а някои дървета имат свещено значение (бреза, ела, бор, офика).
В традиционната обществена организация на удмуртите голяма роля играят жрецът (вӧсясь), знахарят, т.е. народният лечител (туно) и тэро/тӧро (уважаем човек, който присъства на всички церемонии). 
Удмуртският национален епос се нарича „Дорвижи“.